# Puig (azienda)
Puig è un'azienda spagnola di moda e fragranze fondata nel 1914 da Antoni Puig i Castelló a Barcellona, Spagna, e ancora gestita dalla famiglia Puig.
Sia nel settore della moda che delle fragranze, Puig opera con i marchi Nina Ricci, Carolina Herrera e Paco Rabanne. Nel settore della moda, è anche l'azionista di maggioranza di Jean Paul Gaultier.  Nei profumi, opera anche sotto la licenza dei marchi Comme des Garçons, Penhaligon's e L'Artisan Parfumeur, tra gli altri.

## Storia
Le origini risalgono al 1914 quando Antonio Puig Castelló fondò l'azienda. Inizialmente prese il nome del suo fondatore, essendo chiamata Antonio Puig SA. Fin dall'inizio, l'azienda ha orientato la propria attività verso i settori cosmetico e delle fragranze. 
Nel 1922, l'azienda ha commercializzato Milady, il primo rossetto "made in Spain".
Negli anni '40 la società inizia a commercializzare la fragranza Agua Lavanda Puig, che diventa uno dei prodotti di punta dell'azienda. In quegli stessi anni, il fondatore Antonio Puig decise di spostare la fabbrica e gli uffici in un edificio situato in via Travessera de Gràcia, nel quartiere Gràcia a Barcellona, dove la sede dell'azienda rimane ancora oggi.
Negli anni successivi, i quattro figli del fondatore entrarono a far parte dell'azienda. Sebbene la transizione abbia avuto luogo gradualmente, le deleghe di Antonio Puig hanno attribuito il compito ai figli Antonio e Mariano (morto nel 2021 di concentrarsi sull'area dei profumi, a José Maria sul dipartimento di diversificazione e ad Enrique sulle relazioni istituzionali. 

### Espansione internazionale
L'espansione internazionale dell'azienda inizia nel 1959 con la costruzione di un nuovo stabilimento nella zona industriale di Besòs, a Barcellona, e anche con la creazione della prima filiale al di fuori della Spagna, negli Stati Uniti. La filiale statunitense è stata realizzata in seguito ad una lettera scritta da uno studente spagnolo dell'Università dell'Iowa il quale lamentava l'impossibilità di acquistare Agua Lavanda Puig negli Usa, cosa confermata in seguito anche da fonti aziendali. 
Nel 1968, Puig ha aperto una filiale a Parigi, nello stesso momento in cui l'azienda ha incorporato il marchio dello stilista spagnolo Paco Rabanne. Nel 1969, come risultato di questa collaborazione, la fragranza Calandre iniziò ad essere commercializzata. Nel 1976, la società ha costruito una fabbrica di profumeria a Chartres, in Francia. Nel 1987 Puig acquisì la Casa di Moda di Paco Rabanne. 
Una delle pietre miliari dell'espansione internazionale è stato l'accordo raggiunto negli anni '80 con la designer venezuelana Carolina Herrera a New York City per creare e commercializzare tutte le sue fragranze. Anni dopo, nel 1995, anche l'area business della moda di Carolina Herrera è entrata a far parte di Puig.
Nel gennaio 2015 Puig ha acquisito i marchi di fragranze Penhaligon's e L'Artisan Parfumeur. 

### Cambio di nome: Puig Beauty & Fashion Group
Nel 1997 Puig ha raggiunto un accordo con Antonio Banderas per la creazione e la successiva commercializzazione del marchio Antonio Banderas Fragrances. L'anno successivo l'azienda acquisisce il marchio Nina Ricci, in linea con la politica di acquisizione di marchi prestigiosi. A causa della crescita del business, nel 1999 la famiglia Puig ha rifondato l'azienda, rinominandola Puig Beauty & Fashion Group, ma mantenendo la stessa struttura e le tre linee di business: moda, fragranze e cosmetici.
In linea con la sua politica di espansione, Puig ha acquisito società spagnole Perfumes Gal e Myrurgia. Queste operazioni rafforzano la leadership di Puig nel mercato spagnolo. Anche a seguito di questi appalti, i marchi Adolfo Dominguez, Massimo Dutti e Heno de Pravia, tra gli altri, sono stati assimilati a Puig. 
Nel 2002, la società di moda giapponese Comme des Garçons è entrata a far parte dell'azienda e solo un anno dopo è stata la volta dell'italiana Prada. Entrambe le aziende sono diventate parte del catalogo di fragranze Puig. 
Negli anni 2000 ci sono stati cambiamenti nel team di gestione dell'azienda, con Marc Puig, membro della terza generazione della famiglia, che è diventato il nuovo direttore generale e infine CEO nel 2007, lasciando Manuel Puig come vice presidente. Nel 2008 la nuova direzione ha raggiunto un accordo con la cantante colombiana Shakira per lo sviluppo delle sue fragranze. 

### Nuovo cambio di nome: Puig

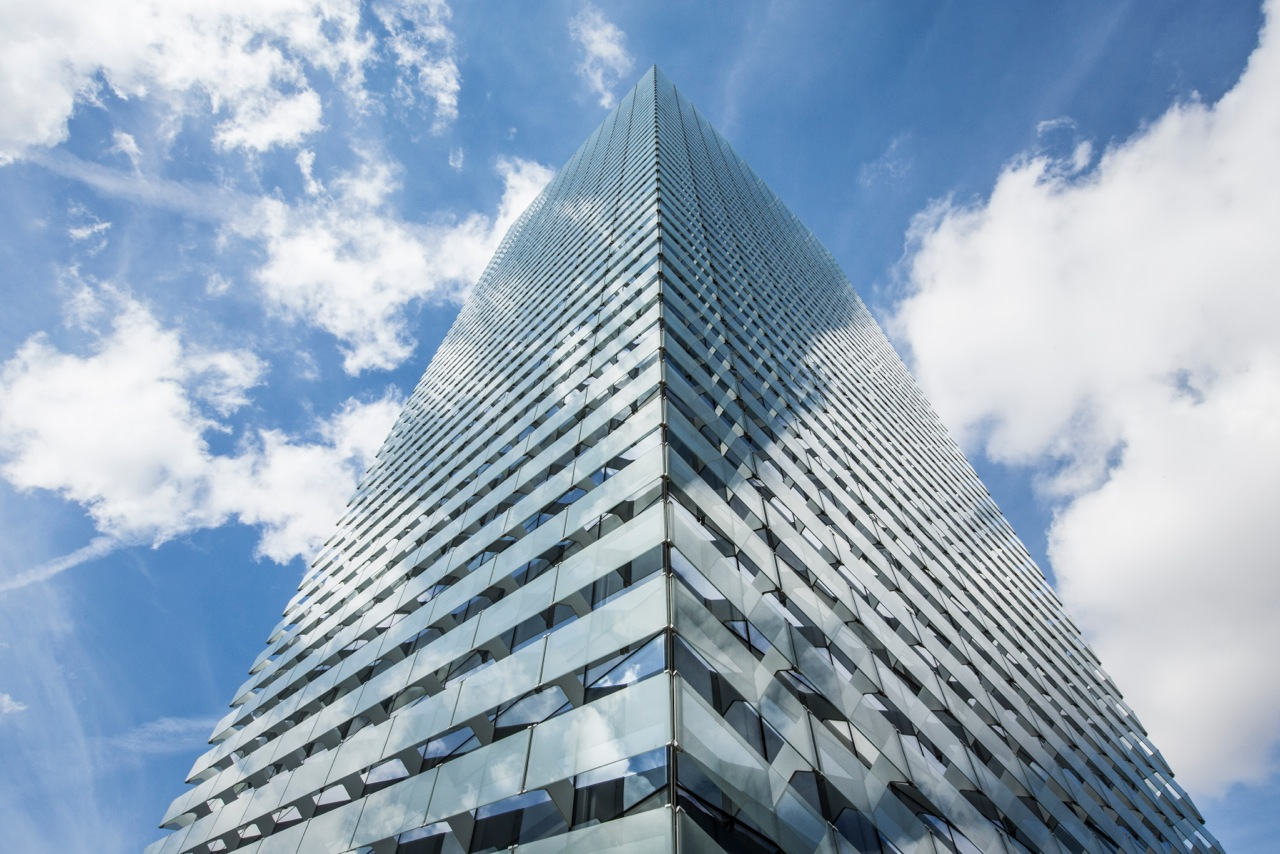
Torre Puig, Plaza Europa, Hospitalet de Llobregat, Barcellona

Nel 2009 Puig Beauty & Fashion Group ha cambiato per la seconda volta il suo nome commerciale, diventando noto semplicemente come Puig.
Gli ultimi marchi ad essere incorporati nella struttura Puig sono quelli dello stilista italiano Valentino nel 2010  e del francese Jean Paul Gaultier. Per quest'ultimo, Puig divenne anche azionista di maggioranza, acquistando il 45% delle azioni Jean Paul Gaultier Fashion House dal gruppo francese Hermès e il 10% dello stesso Jean Paul Gaultier, che tuttavia mantenne la direzione artistica del marchio che porta il suo nome. Nel corso del 2013, Puig ha spostato la sua sede centrale in Francia sui ben noti Champs-Élysées a Parigi.
Nel 2014, l'azienda ha celebrato il centenario della sua fondazione con l'inaugurazione della nuova sede, situata in Plaza de Europa di Hospitalet de Llobregat, chiamata Torre Puig. Questa torre è opera dell'architetto Rafael Moneo, vincitore del Pritzker Architecture Prize, e GCA Arquitectos. L'edificio è stato inaugurato dal Principe delle Asturie. La Torre ha ottenuto il certificato Leed Gold, in riconoscimento della qualità ambientale dell'edificio. All'ingresso dell'edificio c'è una statua di Joan Miró, ceduta per 2 anni dalla Fundació Joan Miró. 

Inoltre PUIG ha di recente optato per la crescita attraverso l'acquisizione di nuovi marchi di nicchia, come una partecipazione importante di Dries Van Noten; potenziando allo stesso tempo lo sviluppo della presenza esclusiva di Penhaligon's e L'Artisan Perfumeur a Parigi. Oltre a ciò, la società ha anche acquisito una partecipazione importante di Eric Buterbaugh Los Ángeles, nonché ha raggiunto un accordo con Christian Louboutin, in modo da sviluppare il suo business di bellezza.
Nel giugno 2020 Puig ha incorporato Charlotte Tilbury.

## Dati economici
Puig ha cinque stabilimenti di produzione, quattro dei quali situati in Europa e un altro in Messico, producendo 331 milioni di unità di profumo ogni anno. Con questa produzione, nel 2010 Puig ha raggiunto una quota mondiale del 7,6% del business delle fragranze, mentre cinque anni prima la sua quota globale era del 3,5%. Ciò significa che Puig ha ottenuto il 35% della crescita mondiale in questo periodo di cinque anni. 
Puig commercializza i suoi prodotti in 150 paesi ed è direttamente presente in 26 di essi, impiegando 4.472 persone in tutto il mondo. Nel 2018 il fatturato ha raggiunto 1,933 miliardi di euro di ricavi netti e 242 milioni di euro di utile netto.